# Adur Hormisda
Adur Hormisda (em persa médio: 𐭭𐭥𐭥𐭠 𐭠𐭥𐭧𐭥𐭬𐭦𐭣; romaniz.: Ādur Hormizd) e Atrormisda (em armênio: Ատրորմիզդ; romaniz.: Atrormizd) foi governador (marzobã) da Armênia entre 451 e 465. Foi antecedido no governo por Vasaces I e sucedido por Adar Gusnaspe.

## Nome
Adur/Adar (𐭠𐭲𐭥𐭥𐭩, ādur/ādar) é a palavra em persa médio e parta para "fogo", derivada do avéstico Atar (𐬁𐬙𐬀𐬭, ātar). Foi um termo utilizado para indicar templos zoroastristas dedicados ao fogo sagrado, bem como é o nome do nono mês do calendário zoroastrista e o nono dia do mês. Por sua vez, o teônimo Hormisda é a versão latina do persa médio Hormisde (𐭠𐭥𐭧𐭥𐭬𐭦𐭣; Hormizd), Ormasde (Ōhrmazd), Hormosde / Ormosde ((H)ormozd), Ormusde (Ormozd) ou Oramasde (Ohramazd), o nome da divindade suprema no zoroastrismo, cujo nome avéstico era Aúra-Masda (Ahura-Mazdāh). Foi registrao em persa antigo como Auramasda (Auramazdā), em grego como Hormisdas (Ορμίσδας, Ormísdas), Hormisdes (Ορμίσδης, Ormísdēs), Horomazes (Ωρομάζης, Oromázēs) e Hormisdates (Ορμισδάτης, Ormisdátēs), em árabe como Hormuz (هرمز), em armênio como Oramasde (Օրամազդ; Oramazd) e Ormisde (Որմիզդ, Ormizd) e em georgiano como Urmisde (ურმიზდი, Urmizd).

## Vida

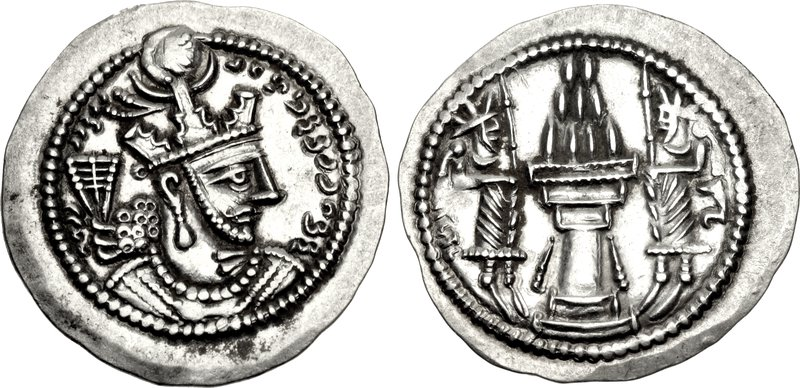
Dracma de r.

As origens de Adur Hormisda são incertas. Krikor Jacob Basmadjian considera-o um armeno-persa, mas para René Grousset era iraniano. Cyril Toumanoff, por outro lado, o assumiu como um dinasta arsácida da Armênia, sem determinar o parentesco com os outros membros dessa família. Foi nomeado marzobã da Armênia pelo xá Isdigerdes II (r. 438–457) após Vasaces I ser removido da posição e em especial após a grande revolta causada pela tentativa de forçar o masdeísmo na Armênia. Isdigerdes convocou os principais nacarares, responsáveis pela revolta, à corte em Ctesifonte para castigá-los e mantê-los como reféns para garantir a docilidade dos armênios. Enquanto isso, Adur Hormisda praticou uma política de apaziguamento na Armênia, sobretudo em questões religiosas. Convocou os principais líderes da Igreja Armênia para indagar sobre a situação e lembrar os banidos, fugitivos e emigrantes a quem confiscou seus bens. Durante os anos seguintes, os reféns foram liberados gradualmente. O último nacarar remanescente retornou à Armênia em 464. Adar Gusnaspe foi nomeado marzobã em 465.